# Josh Barfield
Pour l’article homonyme, voir Barfield.
Joshua LaRoy Barfield (né le 17 décembre 1982 à Barquisimeto au Venezuela) est un ancien joueur de deuxième but de la Ligue majeure de baseball. Il évolue pour les Padres de San Diego en 2006 et les Indians de Cleveland de 2007 à 2009.
Il est le fils de l'ancien joueur des Blue Jays de Toronto et des Yankees de New York, Jesse Barfield.

## Carrière

### Scolaire
Josh Barfield porte les couleurs de son école secondaire, Klein High School, à Houston (Texas), jusqu'en 2001.

### Professionnelle
Repêché au quatrième tour de sélection en 2001 par les Padres de San Diego, Josh Barfield est classé par le magazine Baseball America comme le meilleur espoir des Padres en 2004 et 2005. Il passe successivement par les Idaho Falls Chukars, Fort Wayne Wizards, Lake Elsinore Storm, Mobile BayBears et les Portland Beavers en ligues mineures.
Il fait ses débuts en ligue majeure le 3 avril 2006, et dispute la saison complète avec 150 matchs joués pour une moyenne au bâton de .280 et 13 coups de circuit. Après cette bonne saison de rookie, il est échangé aux Indians le 8 novembre 2006.
Sous l'uniforme des Indians, il prend part à 130 parties en 2007 pour une moyenne au bâton de .243. En août, il perd sa place de titulaire en deuxième base au profit de son jeune compatriote Asdrúbal Cabrera. Cabrera reste en poste en 2008 et 2009.
En 2009, Josh Barfield ne fait que quelques apparitions en Ligue majeure, passant la majorité de son temps en Triple-A chez les Columbus Clippers. Ses performances enregistrées sont très décevantes ; ses espoirs de retour au plus haut niveau sont au plus bas. 
Il passe la saison 2010 en ligue mineure et est invité en novembre à participer au camp d'entraînement suivant des Phillies de Philadelphie. Après avoir joué dans les mineures sans être rappelé par les Phillies en 2011, il rejoint l'organisation des Orioles de Baltimore en 2012. Il ne retrouve finalement jamais les majeures.

## Statistiques
En saison régulière
| Statistiques de frappeur |            |            |     |      |     |     |    |    |     |    |      |
| Saison                   | Équipe     | J          | AB  | R    | H   | 2B  | 3B | HR | RBI | SB | BA   |
| 2006                     | San Diego  | 150        | 539 | 72   | 151 | 32  | 3  | 13 | 58  | 21 | .280 |
| 2007                     | Cleveland  | 130        | 420 | 53   | 102 | 19  | 3  | 3  | 50  | 14 | .243 |
| 2008                     | Cleveland  | 12         | 33  | 3    | 6   | 1   | 0  | 0  | 2   | 0  | .182 |
| 2009                     | Cleveland  | 17         | 20  | 5    | 8   | 1   | 0  | 0  | 2   | 0  | .264 |
| Totaux MLB               | Totaux MLB | Totaux MLB | 309 | 1075 | 133 | 267 | 53 | 6  | 16  | 35 | .264 |

En séries éliminatoires
| Statistiques de frappeur |           |   |    |   |   |    |    |    |     |    |      |
| Saison                   | Équipe    | J | AB | R | H | 2B | 3B | HR | RBI | SB | BA   |
| 2007                     | Cleveland | 5 | 8  | 0 | 2 | 1  | 0  | 0  | 0   | 1  | .250 |
| Totaux                   | Totaux    | 5 | 8  | 0 | 2 | 1  | 0  | 0  | 0   | 1  | .250 |

Note: J = Matches joués; AB = Passages au bâton; R = Points; H = Coups sûrs; 2B = Doubles; 
3B = Triples; HR = Coup de circuit; RBI = Points produits; SB = buts volés; BA = Moyenne au bâton 